# Нововолодимирівка (Кропивницький район)
Нововолоди́мирівка — село в Україні, в Аджамській сільській громаді Кропивницького району Кіровоградської області. Населення становить 50 осіб.

## Населення
Згідно з переписом УРСР 1989 року чисельність наявного населення села становила 57 осіб, з яких 22 чоловіки та 35 жінок.
За переписом населення України 2001 року в селі мешкало 50 осіб.

### Мова
Розподіл населення за рідною мовою за даними перепису 2001 року:
| Мова       | Відсоток |
| ---------- | -------- |
| українська | 92,00 %  |
| російська  | 8,00 %   |

## Відомі люди
Тут народився Мико́ла Поліка́рпович Локтіо́нов-Стезе́нко (*15 лютого 1929) — радянський кінорежисер, заслужений діяч мистецтв УРСР (1981).